# Neocarya macrophylla
Neocarya macrophylla är en tvåhjärtbladig växtart som först beskrevs av Joseph Sabine, och fick sitt nu gällande namn av Ghillean `Iain' Tolmie Prance. Neocarya macrophylla ingår i släktet Neocarya och familjen Chrysobalanaceae. Inga underarter finns listade i Catalogue of Life.

## Bildgalleri

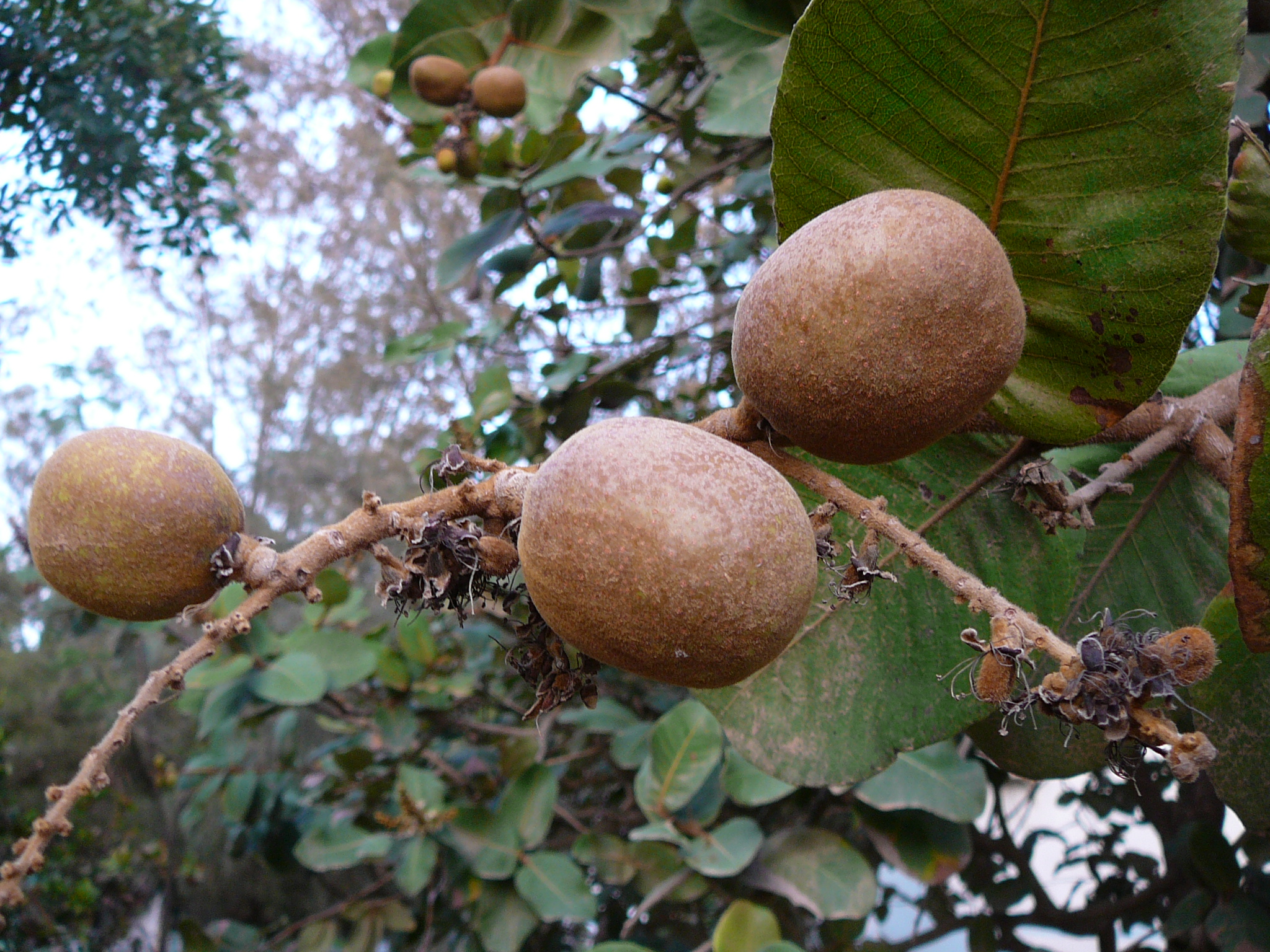
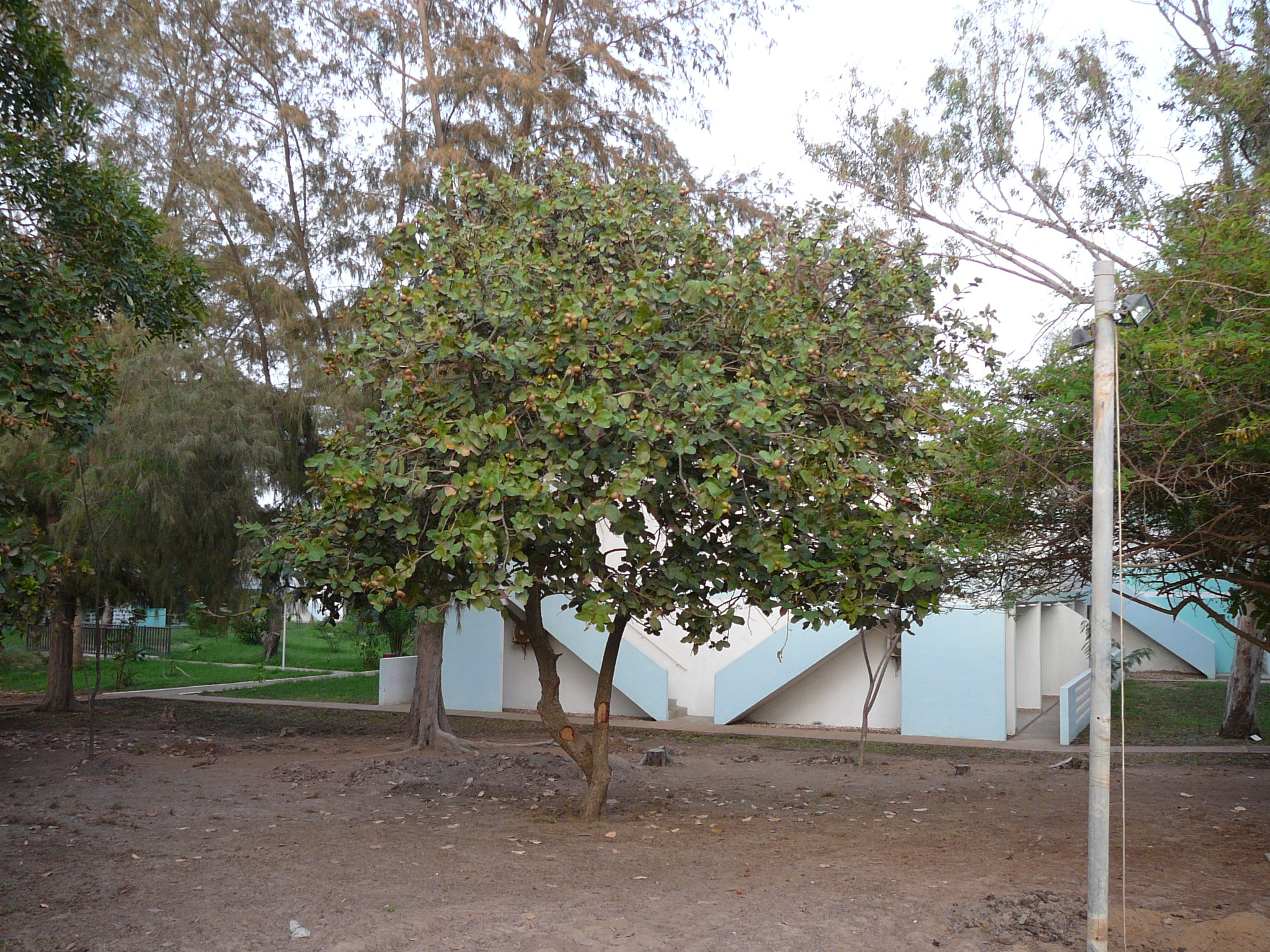
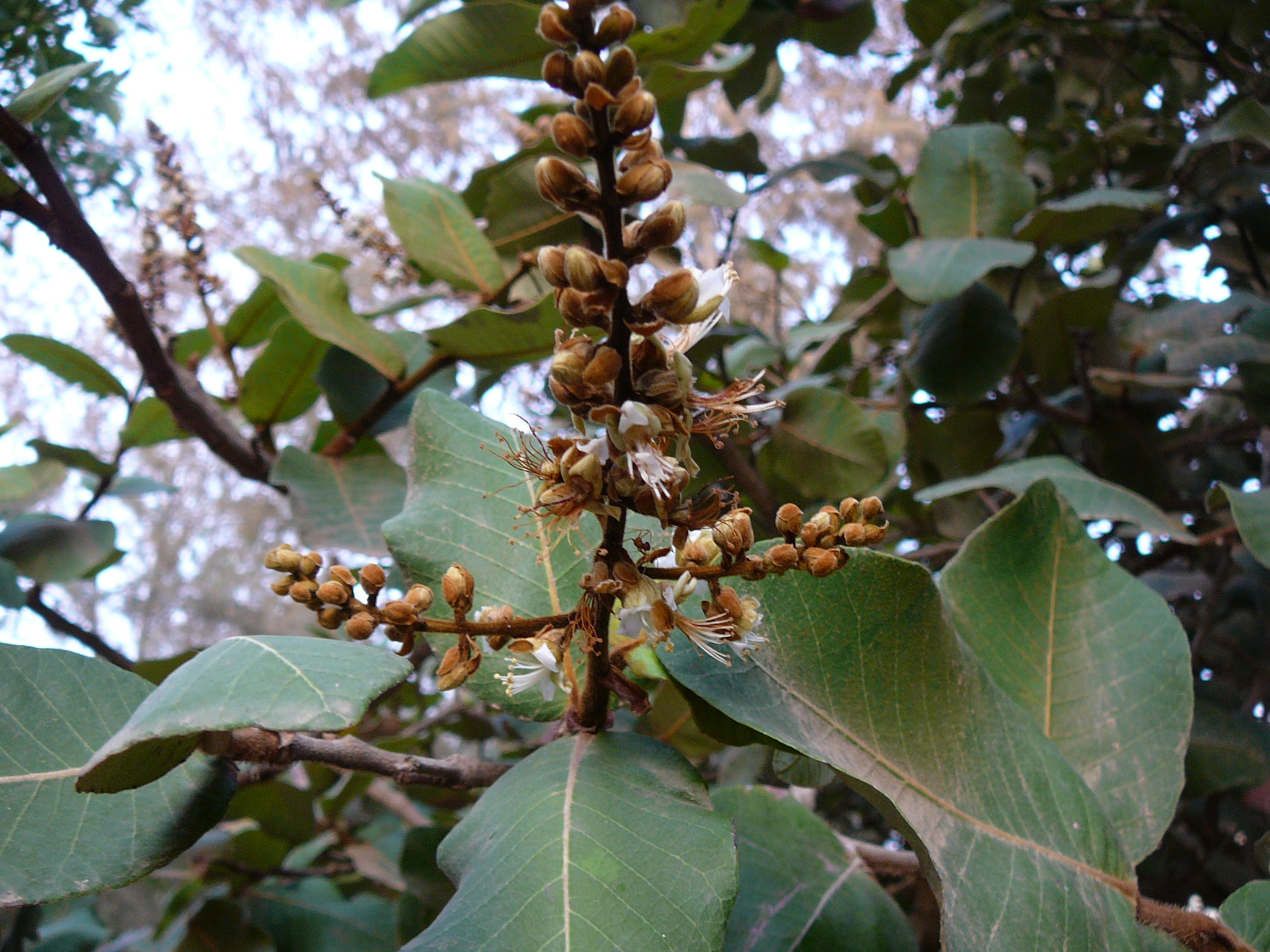
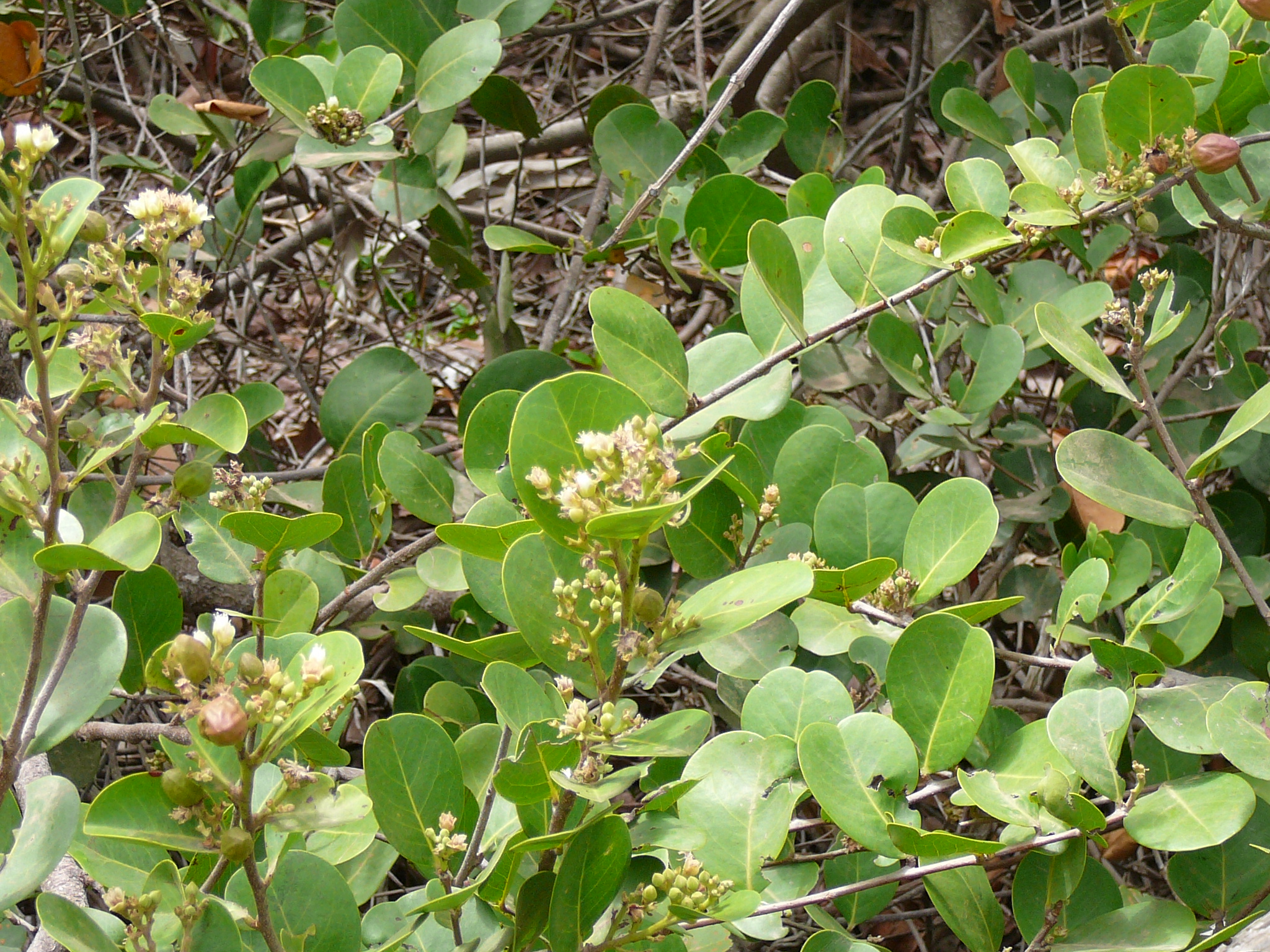
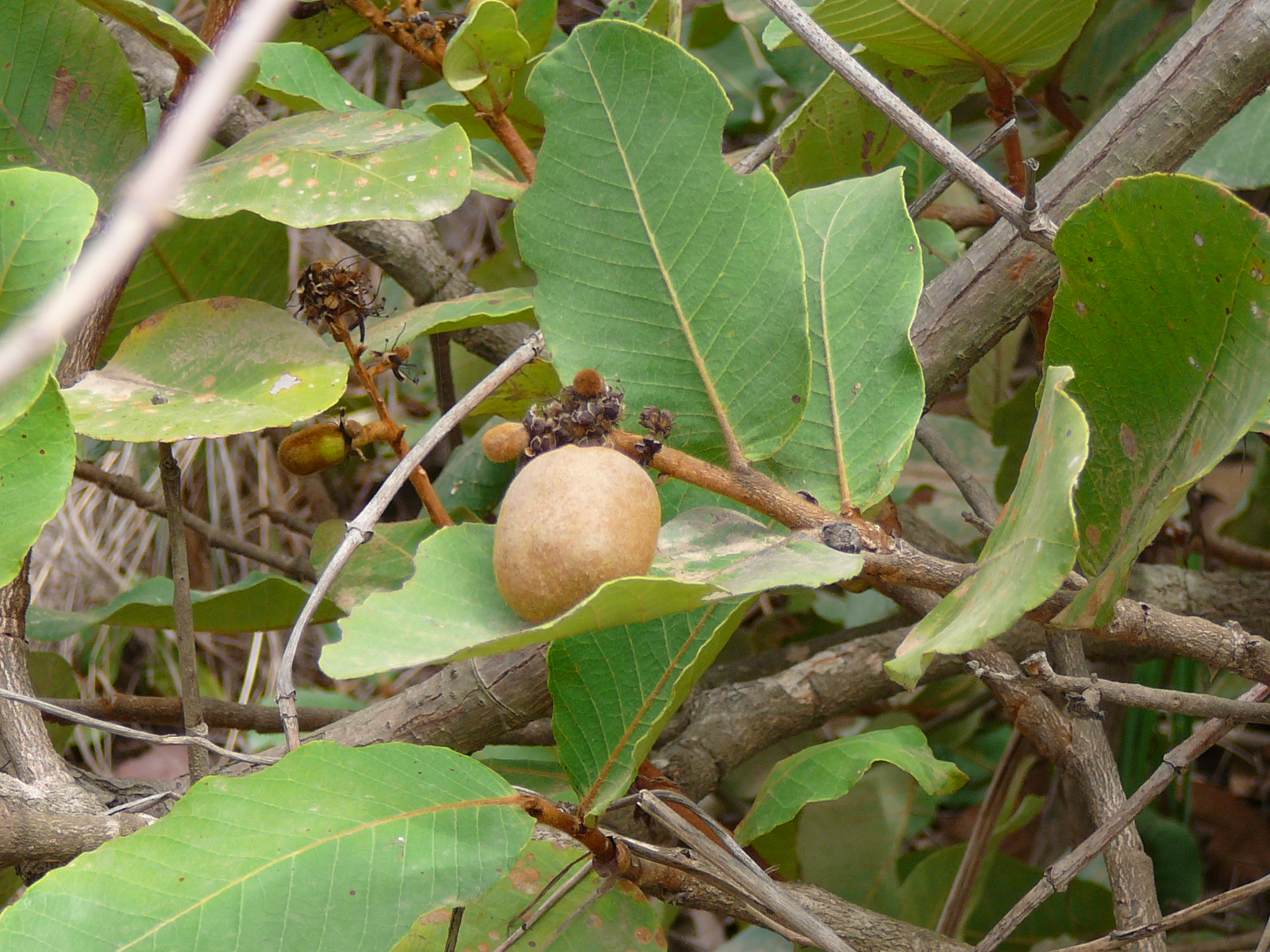
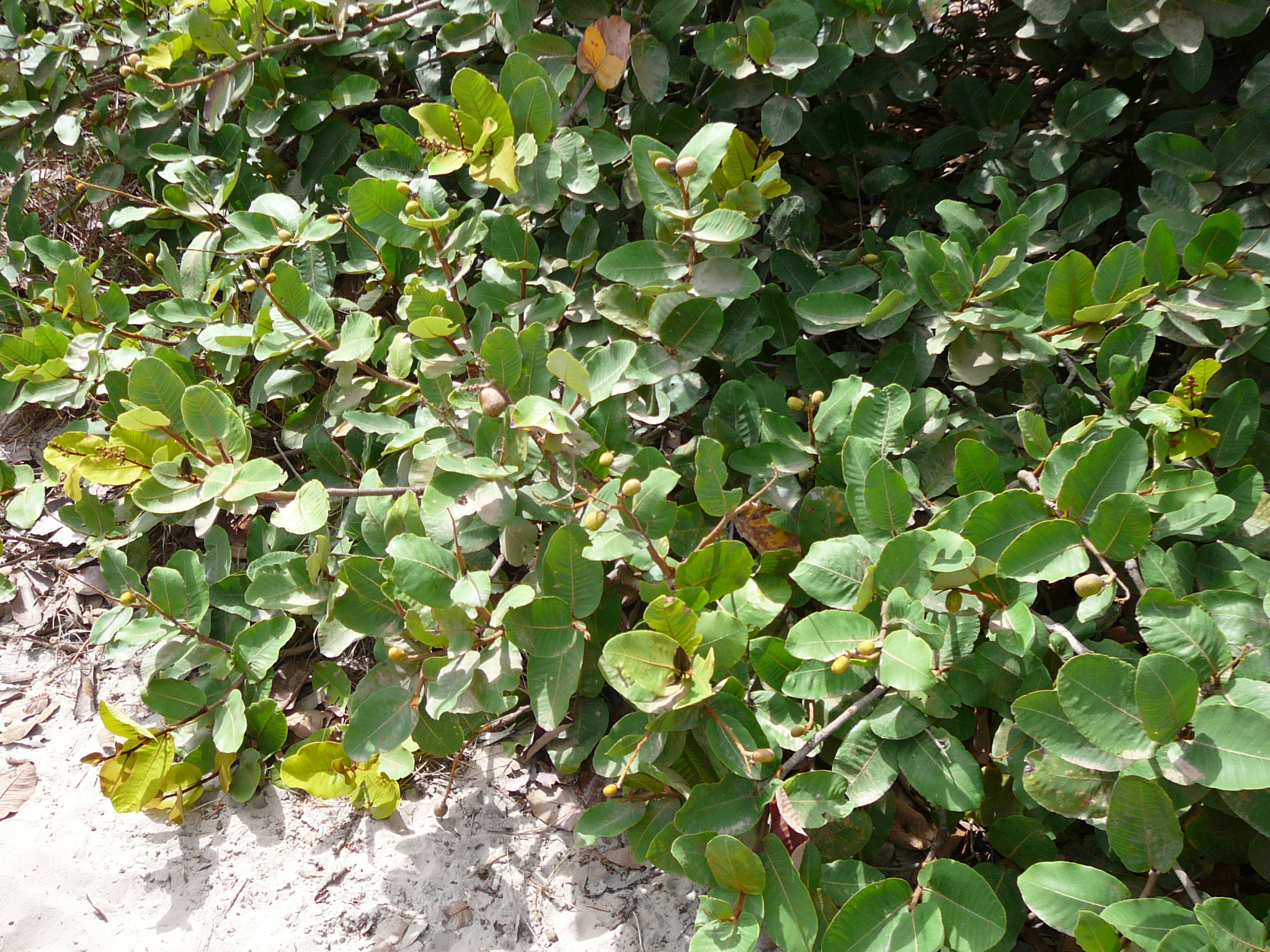